# ألكسندر كليسكوف
ألكسندر كليسكوف (بالروسيّة: Aleksandr Kletskov), لاعب كرة قدم مدافع في منتخب أوزبكستان لكرة القدم, ولد في 27 سيبتمبر عام 1985, لعب في نادي شوكورا كوبوليتي الجورجي FC Shukura Kobuleti.

## مسيرته
بدأ كليسكوف مسيرته كلاعب كرة قدم مع نادي باختاكور طشقند, و ظهر في أكثر من موسم في دوري أبطال آسيا. كما أنّه لعب في نادي جيانغسو سونينغ, و نادي تيانجين تيد في الدوري الصيني الممتاز.
انضمَّ إلى نادي أوردو سبور التركي في 3 يوليو عام 2013 بِعَقد مدته سنة واحدة, لكن تم إلغاء نقله لاحقاَ. في عام 2014, شارك كليسكوف في نادي نيفتشي فرغانة.

## إنجازاته
باختاكور طشقند
- الدوري الأوزبكي (3): 2005, 2006, 2007.
- كأس أوزباكستان (4): 2005, 2006, 2007, 2009.
- كأس رابطة الدول المستقلة: 2007.